# Günter Stephan
Günter Stephan (Francoforte sul Meno, 8 ottobre 1912 – 15 aprile 1995) è stato un calciatore tedesco, di ruolo centrocampista.

## Carriera

### Club
Nato a Francoforte sul Meno nel 1912, dopo aver iniziato nello SW Francoforte, a 22 anni passò allo Schwarz-Weiß Essen, giocando per 9 anni nella Gauliga Niederrhein.
Terminò la carriera nel 1944, a 32 anni, dopo essere tornato per una stagione nella sua città, all'Eintracht Francoforte.

### Nazionale
Giocò una gara con la nazionale tedesca il 18 agosto 1935, schierato insieme ad altri 8 esordienti nell'amichevole in trasferta a Lussemburgo contro il Lussemburgo vinta per 1-0.

## Statistiche

### Cronologia presenze e reti in nazionale
| Cronologia completa delle presenze e delle reti in nazionale ― Germania | Cronologia completa delle presenze e delle reti in nazionale ― Germania | Cronologia completa delle presenze e delle reti in nazionale ― Germania | Cronologia completa delle presenze e delle reti in nazionale ― Germania | Cronologia completa delle presenze e delle reti in nazionale ― Germania | Cronologia completa delle presenze e delle reti in nazionale ― Germania | Cronologia completa delle presenze e delle reti in nazionale ― Germania | Cronologia completa delle presenze e delle reti in nazionale ― Germania |
| Data                                                                    | Città                                                                   | In casa                                                                 | Risultato                                                               | Ospiti                                                                  | Competizione                                                            | Reti                                                                    | Note                                                                    |
| ----------------------------------------------------------------------- | ----------------------------------------------------------------------- | ----------------------------------------------------------------------- | ----------------------------------------------------------------------- | ----------------------------------------------------------------------- | ----------------------------------------------------------------------- | ----------------------------------------------------------------------- | ----------------------------------------------------------------------- |
| 18-8-1935                                                               | Lussemburgo                                                             | Lussemburgo                                                             | 0 – 1                                                                   | Germania                                                                | Amichevole                                                              | -                                                                       |                                                                         |
| Totale                                                                  |                                                                         | Presenze                                                                | 1                                                                       |                                                                         | Reti                                                                    | 0                                                                       |                                                                         |